# Foodcoop BCN
Foodcoop BCN és un supermercat cooperatiu i participatiu de Barcelona que va obrir la persiana el 8 de febrer de 2022 (la gran inauguració es va fer el 12 de març del mateix any), gairebé quatre anys després que els seus socis cooperatius en comencessin l'organització i preparació. La idea va sorgir el 15 de març de 2018 quan, després de la projecció del documental de l'any 2016 Food Coop, es va fer pública una convocatòria per xarxes socials a la qual van respondre inicialment 250 persones, que es van reunir a les Cotxeres de Sants. El projecte va rebre un finançament inicial de dues subvencions de l'Ajuntament de Barcelona i de la Generalitat i al llarg de mesos va treballar a innoBadora (una incubadora d'empreses d'economia social i solidària de Barcelona Activa) per definir un pla de viabilitat que permetés a la cooperativa ser rendible a llarg termini. El projecte s'inspira en els supermercats cooperatius Park Slope Food Coop, de Nova York, i Bees Coop, de Brussel·les, i compta amb la participació de L’Economat Social de Sants i el Menjador Ca la Rosa de la Sagrera. El supermercat cooperatiu està obert només als membres de la mateixa cooperativa i als familiars amb qui conviuen i, per ser-ne soci, cal fer una aportació inicial de 90 euros. Per reduir costos, el personal que hi treballa són les mateixes persones consumidores, les quals han de dedicar tres hores a tasques bàsiques del supermercat cada mes.
El primer local, de 240 metres quadrats, situat en una antiga planxisteria del passatge d'Aragó, a la Nova Esquerra de l'Eixample, segueix una política de preus lineal i transparent, amb productes arribats de l'agroecologia, la ramaderia extensiva i la pesca sostenible, de proximitat i de temporada. S'assegura que els productors reben un preu just pels aliments i que hi ha unes condicions de treball digne darrere. A més, promou la compra a granel i els embolcalls reutilitzables. A causa de dificultats logístiques, ara per ara al supermercat no s'ofereix peix fresc, però sí que entra en el projecte la distribució d'aliments secs, verdura, carn fresca, productes d'higiene i neteja, fins a arribar a un miler de marques diferents.